# فالنتين ليتمير
فالنتين ليتمير (بالهولندية: Valentijn Lietmeijer) مواليد 8 مايو 1991 في خرونينغن، هو لاعب كرة سلة هولندي. بدأ مسيرته الاحترافية في سنة 2010. يلعب مع نادي دين بوش لكرة السلة في الدوري الهولندي لكرة السلة كلاعب هجوم خلفي. يحمل الرقم 1.

## روابط خارجية
- فالنتين ليتمير على موقع كرة السلة الأوروبية.كوم (الإنجليزية)
- فالنتين ليتمير على موقع ريلجم (الإنجليزية)
- فالنتين ليتمير على موقع بروبوليرز (الإنجليزية)